# 兜山古墳 (三原市)
兜山古墳（かぶとやまこふん）は、広島県三原市沼田東町納所にある古墳。形状は円墳。広島県指定史跡に指定されている。

## 概要

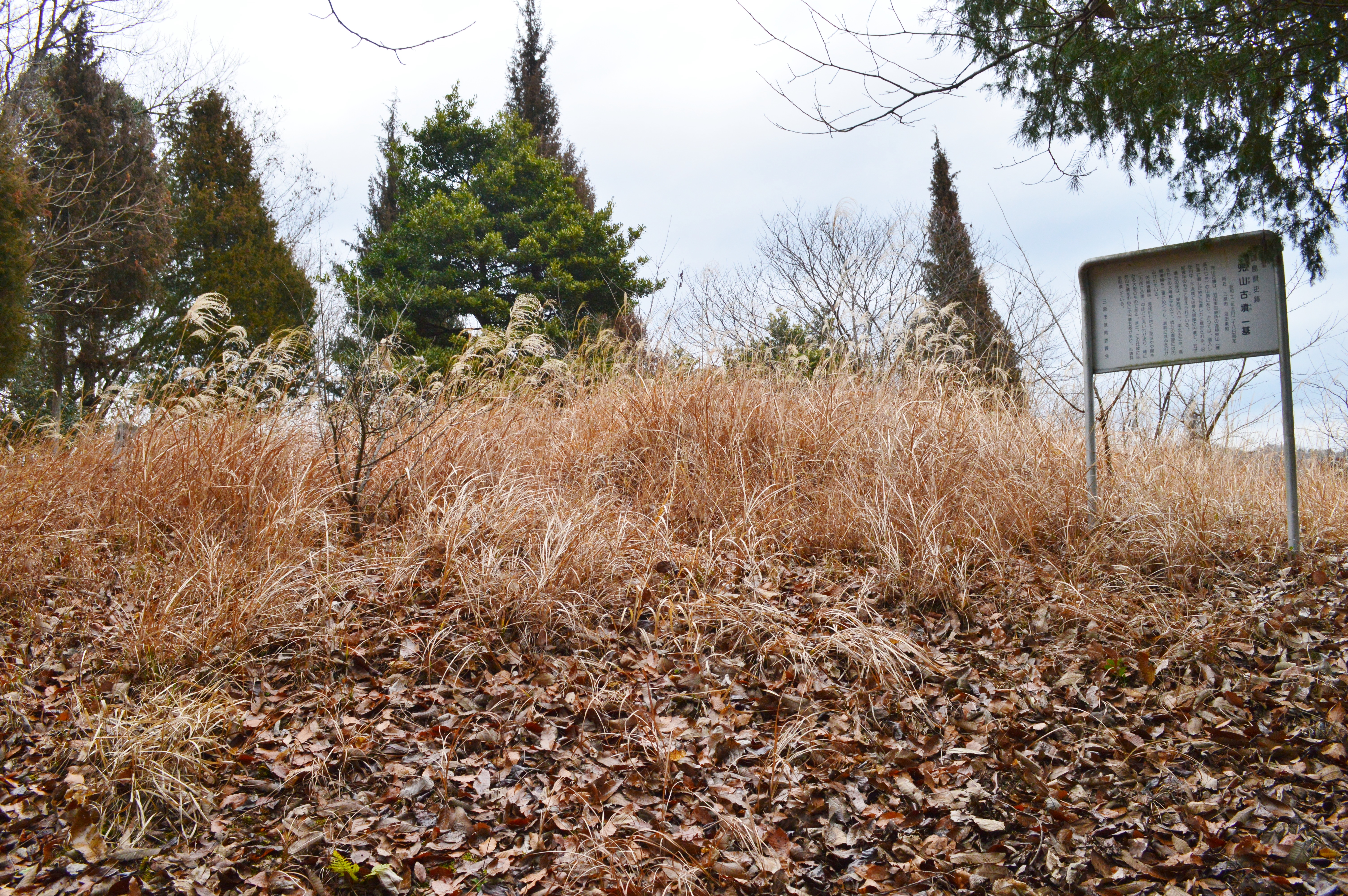
墳頂

広島県東部、沼田川下流域右岸の丘陵山頂（標高67メートル）に築造された古墳である。かつては三原湾奥の海に面したと推測される。これまでに発掘調査は実施されていない。
墳形は円形で、直径約45メートル・高さ7メートルを測る大規模なもので、沼田川下流域では最大規模になる。墳丘表面では葺石が認められるほか、円筒埴輪・形象埴輪・須恵器片・鉄製鎌などが採集されている。墳丘北側に低い造出を付すとする解釈もある。埋葬施設は明らかでない。築造時期は古墳時代中期の5世紀後半（または5世紀中頃）と推定される。
古墳域は1937年（昭和12年）に広島県指定史跡に指定されている。なお、同一丘陵上では鳩岡古墳・馬場谷古墳群・宮ノ谷古墳群が分布する。

## 文化財

### 広島県指定文化財
- 史跡
  - 兜山古墳 - 1937年（昭和12年）5月28日指定[2]。